# Jaka Judnič
Jaka Judnič, slovenski režiser, * 18. april 1942.
Znan je kot režiser nepozabnih televizijskih oglasov iz 1970-ih in 1980-ih let predvsem v sodelovanju s Studio Marketing Delo, kot se je takrat imenovalo to podjetje. Je režiser osrednjega oglasa kampanje Slovenija, moja dežela z naslovom »Gostje prihajajo« (1986), »Cockta« (1988), »Frutek - Kuharji« (1988) za Fructal, »Radi imamo mleko« (1976), »Zastava 101 na morju«, akcije »Podarim-Dobim« itd. Kot režiser je veljal za največjega esteta na področju nekdanje Jugoslavije, njegovi oglasi pa veljajo za klasike. Za oglas Gostje prihajajo je leta 1987 v Cannesu prejel skupinsko nagrado, nagrado na festivalu turističnih filmov v Berlinu pa najvišje svetovno priznanje Zlati kompas, za kar največ zaslug pripisujejo prav Judniču. 2023 mu je društvo režiserjev podelilo nagrado Franceta Štiglica za življenjsko delo. 

## Režiser

### Reklame
| Leto | Naslov                                      | Naročnik                            |
| ---- | ------------------------------------------- | ----------------------------------- |
| 1974 | »Zastava 101 na morju«                      | Zastava Avtomobili                  |
| 1975 | »Kahlica«                                   | Paloma                              |
| 1976 | »Radi imamo mleko«                          | GIZ kmetijstvo/mlekarstva Slovenije |
| 1985 | »Frutek - Kuharji«                          | Fructal                             |
| 1985 | »Loto«                                      | Loterija Slovenije                  |
| 1986 | »Gostje prihajajo« (Slovenija, moja dežela) | Gospodarska zbornica Slovenije      |
| 1988 | »Katarina Čas in Uroš Belantič«             | Cockta                              |
| 1988 | »Radenska na vseh koncih Jugoslavije«       | Radenska                            |
| 199? | »Schwepping«                                | Schweppes                           |
| 1991 | »Kraljeva mortadela«                        | MIP                                 |
| 199? | »Vsaka ima svoj faktor«                     | Sun Mix                             |
| 199? | »Za prijatelje - Uni«                       | Pivovarna Union                     |

### Televizija
| Leto | Naslov          | Ustvarjalci              |
| ---- | --------------- | ------------------------ |
| 1984 | »Podarim-Dobim« | Tone Vogrinec, Jure Apih |

1. ↑  https://european-art.net/person/redirect?i=7&p=2201